# Raad van de Duitse Cultuurgemeenschap (samenstelling 1977-1978)
Dit is de samenstelling van de Raad van de Duitse Cultuurgemeenschap voor de legislatuurperiode 1977-1978. De Cultuurraad telt 25 rechtstreeks gekozen leden. Bovendien zijn er ook leden met raadgevende stem: zij mogen vergaderingen bijwonen, maar mogen niet deelnemen aan stemmingen of initiatieven nemen. Dit is een onbepaald aantal en kan dus per legislatuur variëren. Deze leden met raadgevende stem zijn de Duitstalige provincieraadsleden van de provincie Luik en Duitstalige leden van de Kamer en de Senaat.
Deze legislatuur volgde uit de Duitstalige Gemeenschapsraadverkiezingen van 17 april 1977 en ging van start op 13 mei 1977. De legislatuur liep ten einde op 13 november 1978.

## Samenstelling
| Fractie | Fractie | Zetels |
| ------- | ------- | ------ |
|         | CSP     | 10     |
|         | PDB     | 7      |
|         | PFF     | 5      |
|         | SPB     | 3      |

## Lijst van de parlementsleden
| Volksvertegenwoordiger | Partij | Opmerkingen |
| ---------------------- | ------ | --- |
| Manfred Betsch         | CSP    | Voorzitter van de CSP-fractie. |
| Joseph Bindels         | CSP    | Ondervoorzitter. |
| Hubert Cremer          | CSP    | Voorzitter van de commissie Opleiding, Volksontwikkeling, Bibliotheken, Muziek en Musea.                                                          |
| Willy Schyns           | CSP    | |
| Albert Gehlen          | CSP    | Parlementsvoorzitter en voorzitter van de commissie Reglement, Petities, Financiën en Boekhouding en de commissie Culturele Samenwerking.         |
| Heinz Keutgen          | CSP    | |
| Joseph Maraite         | CSP    | |
| Carl Hellebrandt       | CSP    | |
| Kurt Ortmann           | CSP    | |
| Raimund Kessler        | CSP    | |
| Richard Reip           | PDB    | |
| Lorenz Paasch          | PDB    | Voorzitter van de PDB-fractie. |
| Gerhard Palm           | PDB    | Voorzitter van de commissie Jeugd, Sport, Vrije Tijd en Toerisme.                                                                                 |
| Rainer Pankert         | PDB    | Ondervoorzitter. |
| Wilhelm Pip            | PDB    | Voorzitter van de commissie Openbare Omroep. |
| Walter Reuter          | PDB    | |
| Norbert Scholzen       | PDB    | |
| Bruno Fagnoul          | PFF    | |
| Bernd Gentges          | PFF    | Ondervoorzitter en voorzitter van de commissie Onderwijs en Taal.                                                                                 |
| Hubert Vanaschen       | PFF    | |
| Gustav Gallo           | PFF    | Vanaf 18 oktober 1977 voorzitter van de PFF-fractie.                                                                                              |
| Oswald Heck            | PFF    | Vervangt vanaf 18 oktober 1977 Alfred Evers, die lid wordt van de Belgische Senaat. Evers was tot 7 september 1977 voorzitter van de PFF-fractie. |
| Ferdy Dupont           | SPB    | |
| Bernard Eicher         | SPB    | Ondervoorzitter. |
| Ludwig Rompen          | SPB    | Voorzitter van de SP-fractie. |

## Leden met raadgevende stem
| Naam            | Partij | Opmerkingen                                               |
| --------------- | ------ | --------------------------------------------------------- |
| Firmin Pauquet  | CSP    | Provincieraadslid van Luik.                               |
| Félicien Dejozé | PFF    | Provincieraadslid van Luik.                               |
| Josef Dries     | PDB    | Provincieraadslid van Luik. Zetelt vanaf 18 oktober 1977. |
| Johann Haas     | CSP    | Provincieraadslid van Luik.                               |
| Lucien Godfroid | SPB    | Provincieraadslid van Luik.                               |
| Peter Van Neuss | CSP    | Provincieraadslid van Luik.                               |
| Albert Daulne   | SPB    | Lid van de Belgische Senaat. Zetelt vanaf 6 maart 1978.   |
| Alfred Evers    | PFF    | Lid van de Belgische Senaat.                              |